# Oakland Raiders 2003
La stagione 2003 degli Oakland Raiders è stata la 33ª della franchigia nella National Football League, la 43ª complessiva. La squadra veniva dalla qualificazione al Super Bowl dell'anno precedente ma vinse solamente 4 gare e non si qualificò per i playoff per la volta dal 1999. Non vi avrebbe più fatto ritorno sino al 2016.
Il quarterback Rich Gannon, MVP della NFL l'anno precedente, si infortunò nella settima partita, venendo sostituito da Marques Tuiasosopo e Rick Mirer. A fine anno, il proprietario Al Davis licenziò il capo-allenatore Bill Callahan e lo sostituì con Norv Turner.

## Scelte nel Draft 2003

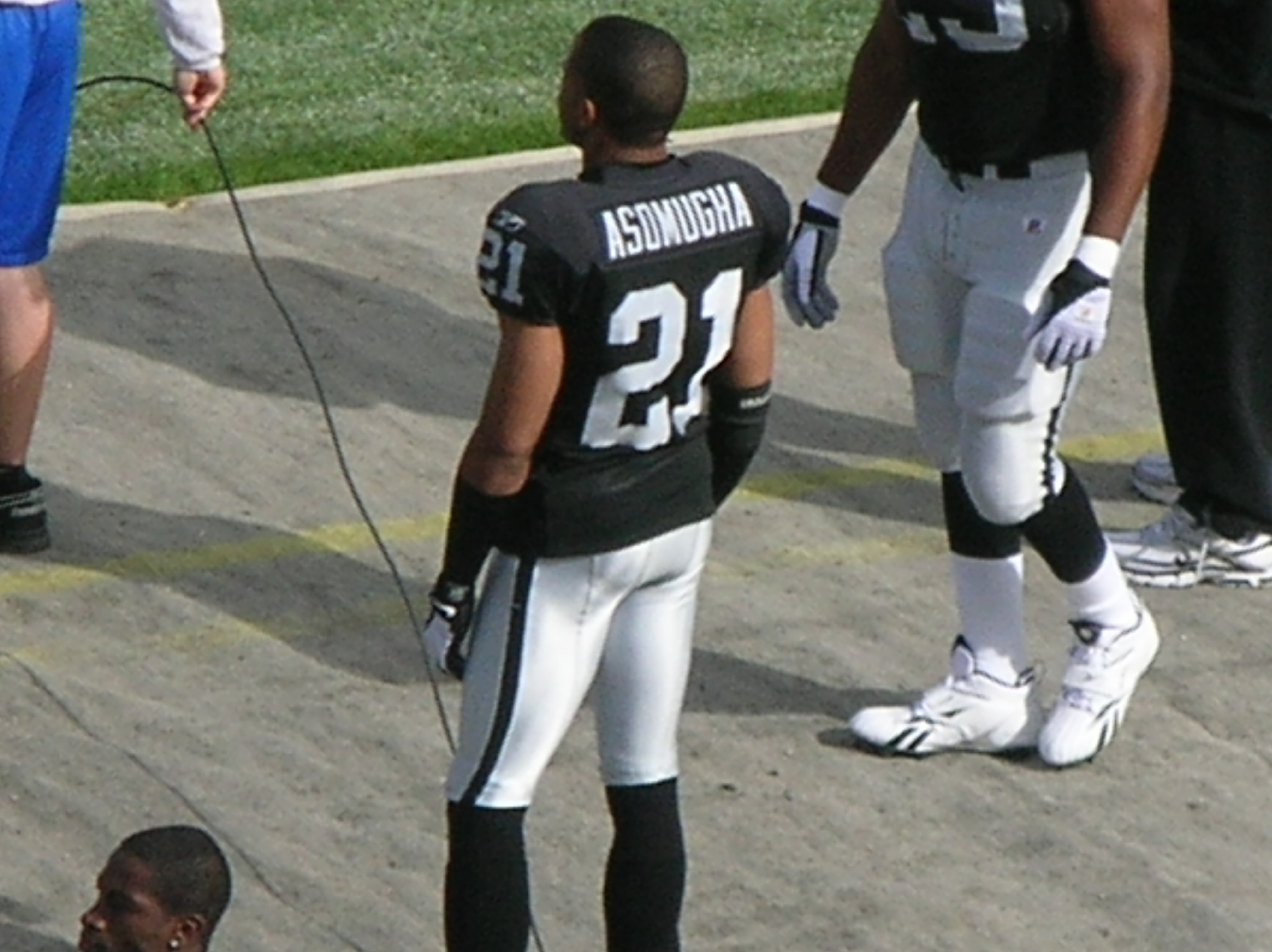
Nnamdi Asomugha fu la scelta del primo giro dei Raiders nel 2003. Con essi fu convocato per tre Pro Bowl consecutivi dal 2008 al 2010

| Scelte dei Raiders nel Draft 2003 |        |                 |       |                   |
| Giro                              | Scelta | Giocatore       | Ruolo | College           |
| 1                                 | 31     | Nnamdi Asomugha | CB    | California        |
| 1                                 | 32     | Tyler Brayton   | DE    | Colorado          |
| 2                                 | 63     | Teyo Johnson    | TE    | Stanford          |
| 3                                 | 83     | Sam Williams    | LB    | Fresno State      |
| 3                                 | 96     | Justin Fargas   | RB    | USC               |
| 4                                 | 129    | Shurron Pierson | DE    | South Florida     |
| 5                                 | 167    | Doug Gabriel    | WR    | UCF               |
| 6                                 | 204    | Dustin Rykert   | OT    | BYU               |
| 7                                 | 246    | Siddeeq Shabazz | SS    | New Mexico State  |
| 7                                 | 262    | Ryan Hoag       | WR    | Gustavus Adolphus |

## Calendario
| Stagione regolare |                        |                    |                             |                    |
| Turno             | Avversario             | Risultato          | Stadio                      | Record             |
| 1                 | at Tennessee Titans    | S 20–25            | The Coliseum                | 0–1                |
| 2                 | Cincinnati Bengals     | V 23–20            | Network Associates Coliseum | 1–1                |
| 3                 | at Denver Broncos      | S 10–31            | Invesco Field at Mile High  | 1–2                |
| 4                 | San Diego Chargers     | V 34–31 (dts)      | Network Associates Coliseum | 2–2                |
| 5                 | at Chicago Bears       | S 21–24            | Soldier Field               | 2–3                |
| 6                 | at Cleveland Browns    | S 7–13             | Cleveland Browns Stadium    | 2–4                |
| 7                 | Kansas City Chiefs     | S 10–17            | Network Associates Coliseum | 2–5                |
| 8                 | Settimana di pausa     | Settimana di pausa | Settimana di pausa          | Settimana di pausa |
| 9                 | at Detroit Lions       | S 13–23            | Ford Field                  | 2–6                |
| 10                | New York Jets          | L 24–27            | Network Associates Coliseum | 2–7                |
| 11                | Minnesota Vikings      | V 28–18            | Network Associates Coliseum | 3–7                |
| 12                | at Kansas City Chiefs  | S 24–27            | Arrowhead Stadium           | 3–8                |
| 13                | Denver Broncos         | S 8–22             | Network Associates Coliseum | 3–9                |
| 14                | at Pittsburgh Steelers | S 7–27             | Heinz Field                 | 3–10               |
| 15                | Baltimore Ravens       | V 20–12            | Network Associates Coliseum | 4–10               |
| 16                | Green Bay Packers      | S 7–41             | Network Associates Coliseum | 4–11               |
| 17                | at San Diego Chargers  | S 14–21            | QUALCOMM Stadium            | 4–12               |

## Classifiche
| AFC West Division      |    |    |   |      |     |      |     |     |     |
|                        | V  | S  | P | %    | DIV | CONF | PF  | PS  | STR |
| (2) Kansas City Chiefs | 13 | 3  | 0 | .813 | 5–1 | 10–2 | 484 | 332 | V1  |
| (6) Denver Broncos     | 10 | 6  | 0 | .625 | 5–1 | 9–3  | 381 | 301 | S1  |
| Oakland Raiders        | 4  | 12 | 0 | .250 | 1–5 | 3–9  | 270 | 379 | S2  |
| San Diego Chargers     | 4  | 12 | 0 | .250 | 1–5 | 2–10 | 313 | 441 | V1  |